# Hippasa himalayensis
Hippasa himalayensis är en spindelart som beskrevs av Gravely 1924. Hippasa himalayensis ingår i släktet Hippasa och familjen vargspindlar. Inga underarter finns listade i Catalogue of Life.